# Caso spionistico di Zhao Jianmin

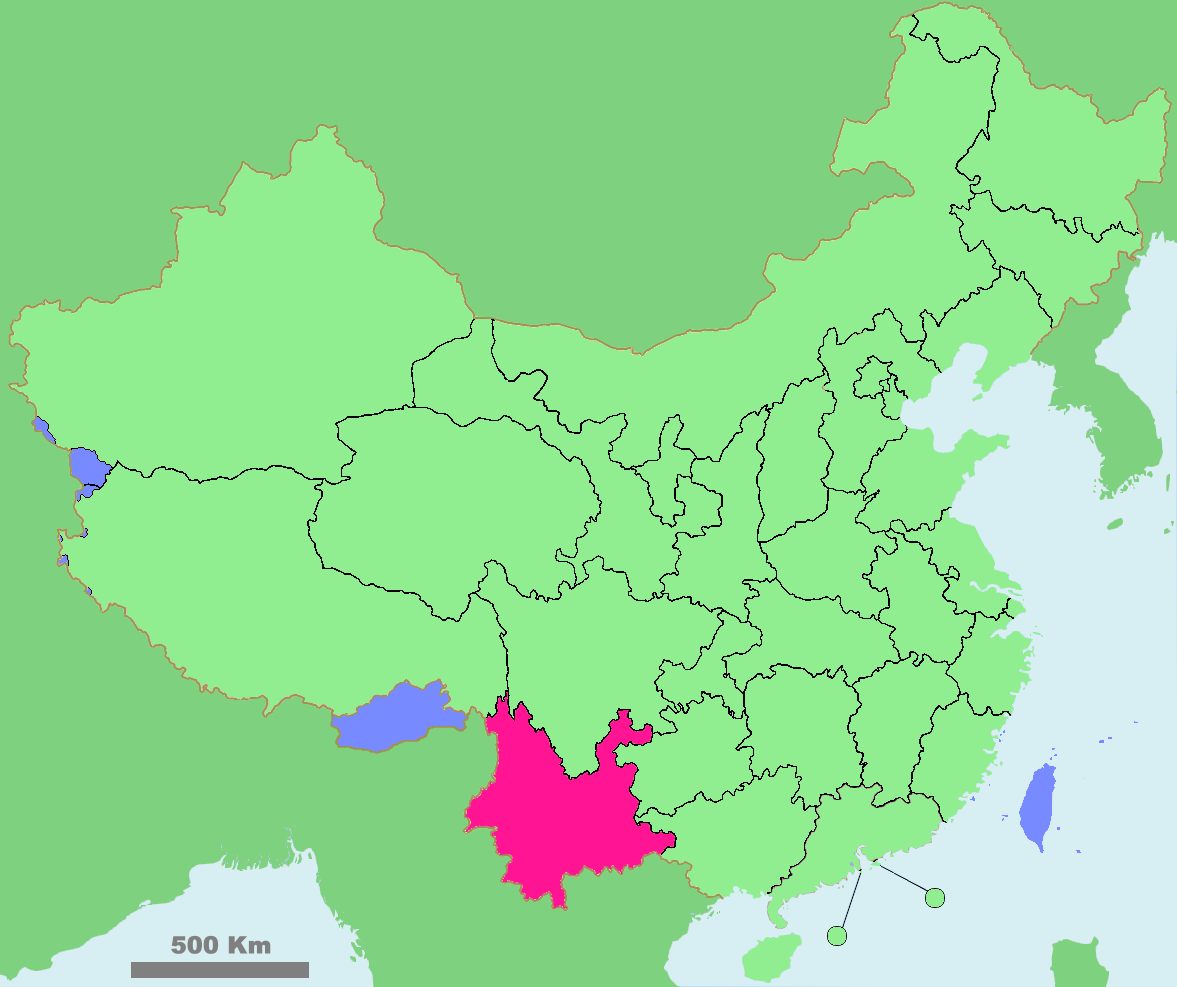
Yunnan (in rosa)

Il caso spinonistico di Zhao Jianmin (趙健民特務案T, 赵健民特务案S, Zhào Jiànmín tèwu ànP) fu un importante falso caso di spionaggio avvenuto nella provincia cinese dello Yunnan durante la Rivoluzione culturale, che coinvolse oltre 1,387 milioni di persone tra persecuzioni e accuse, numero che all'epoca rappresentava il 6% dell'intera popolazione dello Yunnan.
Zhao Jianmin (赵健民 – romanizzato anche come Chao Rian-min) allora segretario del Partito comunista cinese dello Yunnan, fu falsamente accusato di essere una spia a favore del Kuomintang. Dal 1968 al 1969, più di 17.000 persone morirono nel massacro correlato, mentre 61.000 persone rimasero ferite gravemente; nella sola Kunming (capitale dello Yunnan), furono uccise 1.473 persone e 9.661 riportarono ferite permanenti.

## Storia

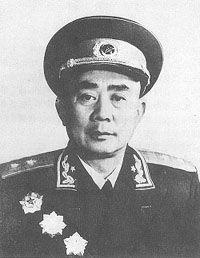
Tan Furen (谭甫仁)

Nel marzo 1967 Zhao Jianmin, allora segretario del Partito Comunista Cinese (PCC) dello Yunnan, suggerì di persona ed in privato a Kang Sheng (allora vicesegretario del PCC nonché vicesegretario del Comitato permanente dell'Assemblea nazionale del popolo), che il PCC avrebbe dovuto risolvere democraticamente i problemi della Rivoluzione Culturale, ma Kang Sheng sul momento, non diede alcuna risposta al suo suggerimento. Invece, Kang fece rapporto su Zhao a Mao Zedong, sostenendo che Zhao fosse contro il Comitato Centrale del PCC, Mao e la Rivoluzione culturale.
In seguito a ciò, nell'agosto del 1967, Mao Zedong e anche lo stesso Comitato Centrale del PCC, diedero il via libera ai media nazionali e locali di criticare pubblicamente i "seguaci del capitalismo (走资派)" tra gli alti ranghi provinciali. Un totale di 55 funzionari di alto rango furono presi di mira, incluso Zhao Jianmin.
Nel 1968 Zhao Jianmin fu etichettato da Kang Sheng e dai suoi alleati come una "spia del Kuomintang (KMT)" e un "traditore". Inoltre, Zhao era considerato uno dei "rappresentanti locali" del 2º presidente della Cina, Liu Shaoqi, perseguitato fino alla sua morte nel 1969. Perciò Zhao venne quindi imprigionato per 8 anni.
Allo stesso tempo, venne condotta una ricerca e una purga su larga scala che portò all'epurazione dei membri della cosiddetta "Agenzia di spionaggio Zhao Jianmin KMT dello Yunnan". Tutto ciò condusse all'arresto e alla persecuzione di oltre 1,38 milioni di civili e funzionari. Tan Furen, un tenente generale dell'Esercito Popolare di Liberazione, venne incaricato da Mao Zedong e dal Comitato Centrale del PCC di occuparsi di questa epurazione su larga scala nello Yunnan.
Nel 17 dicembre 1970, Tan Furen e sua moglie furono assassinati. Al termine della Rivoluzione culturale, Zhao Jianmin fu ufficialmente riabilitato durante il periodo "Boluan Fanzheng" e successivamente divenne vicedirettore del Terzo Ministero della Costruzione di Macchine.